# 6841 Gottfriedkirch
A 6841 Gottfriedkirch (ideiglenes jelöléssel 2034 P-L) a Naprendszer kisbolygóövében található aszteroida. Cornelis Johannes van Houten,  Ingrid van Houten-Groeneveld és Tom Gehrels fedezte fel 1960. szeptember 24-én.